# Франсіско Алькасер
Франсіско «Пако» Алькасер Гарсія (ісп. Francisco (Paco) Alcácer; нар. 30 серпня 1993, Торрент) — іспанський футболіст, клубу Про Ліги ОАЕ «Шарджа» та збірної Іспанії.
Пройшовши молодіжні лави Валенсії, він почав грати за першу команду у 2010 році, а після оренди в Хетафе став постійним гравцем, забив 43 голи в 118 матчах. У 2016 році він підписав контракт з «Барселоною» за 30 мільйонів євро, вигравши два трофеї Копа дель Рей і Ла Лігу 2017–2018, а потім перейшов на правах оренди в дортмундську «Боруссію». Він підписав постійну угоду з на початку 2019 року після успішного старту. Він повернувся до Іспанії в січні 2020 року, вигравши Лігу Європи УЄФА 2020–2021 з «Вільярреалом».
Алькасер двічі вигравав чемпіонат Європи зі збірною Іспанії до 19 років, а у 2014 році дебютував у національній збірній.

## Клубна кар'єра
Народився 30 серпня 1993 року в місті Торренті. Вихованець футбольної школи клубу «Валенсія».
У дорослому футболі дебютував 2009 року виступами за другу команду «Валенсії», в якій провів три сезони, взявши участь у 64 матчах чемпіонату. У складі був одним з головних бомбардирів команди, маючи середню результативність на рівні 0,7 голу за гру першості.
2011 року дебютував у складі основної команди клубу «Валенсія». 2012 року приєднався на умовах оренди до складу «Хетафе». Відіграв за клуб з Хетафе 20 матчів в національному чемпіонаті.
Влітку 2013 повернувся до «Валенсії». За три сезони, взяв участь у 93 матчах чемпіонату і забив 30 голів.
Влітку 2016 перейшов до складу «Барселони». За два сезони провів за каталонську команду 50 матчів в усіх змаганнях, в яких забив 15 голів.
28 серпня 2018 року приєднався до складу дортмундської «Боруссії» на умовах річного орендного договору, який передбачав можливість викупу прав на гравця німецьким клубом за 30 мільйонів євро. Дебютував за нову команду 14 вересня, вийшовши на заміну замість Максіміліана Філіпа у грі проти франкфуртського «Айнтрахта» і забивши останній гол матчу, встановивши остаточний його рахунок (3:1). У наступних двох іграх також виходив на заміну, забив у них відразу п'ять голів — забив дубль у грі проти «Баєр 04» (4:2) та зробив хет-трик у ворота «Аугсбурга» (4:3), в обох випадках принісши перемогу своїй команді.
Своєю надзвичайною результативністю змусив керівництво «Боруссії» вже 23 листопада 2018 року скористатися правом викупу контракту Алькасара, який уклав п'ятирічний контракт з дортмундським клубом.
Відзначившись голом у ворота «Фортуни» в матчі 16 туру першості іспанець встановив рекорд. Цей гол став для нього 10-м після виходу на заміну в одному сезоні, що є рекордом для чемпіонату Німеччини. За результатами сезону 2018/19 з 18 забитими голами став другим бомбардиром Бундесліги, утім вже за півроку, у січні 2020 року, неочікувано втратив статус основного форварда дортмундців, у складі яких сенсаційно дебютував юний норвежець Ерлінг Браут Голанд.
Тож Алькасар вирішив за краще прийняти пропозицію повернутися на батьківщину, де 30 січня 2020 року уклав контракт на 5,5 років з «Вільярреалом». У дебютній грі за нову команду відзначився голом у ворота «Осасуни».

## Виступи за збірні
У 2009 році дебютував у складі юнацької збірної Іспанії, взяв участь у 33 іграх на юнацькому рівні, відзначившись 26 забитими голами.
У 2013 році залучався до складу молодіжної збірної Іспанії. На молодіжному рівні зіграв у 8 офіційних матчах, забив 3 голи.
З 2014 року захищає кольори національної збірної Іспанії.
| Дата       | Місто       | Господарі          | Результат | Гості              | Турнір                               | Голи | Примітки |
| ---------- | ----------- | ------------------ | --------- | ------------------ | ------------------------------------ | ---- | -------- |
| 4-9-2014   | Сен-Дені    | Франція            | 1 – 0     | Іспанія            | товариський матч                     | -    | 67'      |
| 8-9-2014   | Валенсія    | Іспанія            | 5 – 1     | Північна Македонія | Відбір до ЧЄ 2016                    | 1    | 57'      |
| 9-10-2014  | Жиліна      | Словаччина         | 2 – 1     | Іспанія            | Відбір до ЧЄ 2016                    | 1    | 71'      |
| 12-10-2014 | Люксембург  | Люксембург         | 0 – 4     | Іспанія            | Відбір до ЧЄ 2016                    | 1    |          |
| 15-11-2014 | Уельва      | Іспанія            | 3 – 0     | Білорусь           | Відбір до ЧЄ 2016                    | -    |          |
| 11-6-2015  | Леон        | Іспанія            | 2 – 1     | Коста-Рика         | товариський матч                     | 1    |          |
| 5-9-2015   | Ов'єдо      | Іспанія            | 2 – 0     | Словаччина         | Відбір до ЧЄ 2016                    | -    | 75'      |
| 8-9-2015   | Скоп'є      | Північна Македонія | 0 – 1     | Іспанія            | Відбір до ЧЄ 2016                    | -    | 62'      |
| 9-10-2015  | Логроньо    | Іспанія            | 4 – 0     | Люксембург         | Відбір до ЧЄ 2016                    | 2    | 33'      |
| 12-10-2015 | Київ        | Україна            | 0 – 1     | Іспанія            | Відбір до ЧЄ 2016                    | -    | 85'      |
| 13-11-2015 | Аліканте    | Іспанія            | 2 – 0     | Англія             | товариський матч                     | -    | 74'      |
| 24-3-2016  | Удіне       | Італія             | 1 – 1     | Іспанія            | товариський матч                     | -    | 86'      |
| 27-3-2016  | Клуж-Напока | Румунія            | 0 – 0     | Іспанія            | товариський матч                     | -    | 59'      |
| 11-10-2018 | Кардіфф     | Уельс              | 1 – 4     | Іспанія            | товариський матч                     | 2    | 73'      |
| 15-10-2018 | Севілья     | Іспанія            | 2 – 3     | Англія             | Ліга націй УЄФА 2018-2019 - 1-й етап | 1    | 56'      |
| Усього     |             | Матчів             | 15        |                    | Голів                                | 9    |          |

## Титули і досягнення
- Володар Кубка Іспанії (2):

«Барселона»: 2016-17, 2017-18
- Чемпіон Іспанії (1):

«Барселона»: 2017-18
- Володар Суперкубка Іспанії (1):

«Барселона»: 2018
- Володар Суперкубка Німеччини (1):

«Боруссія» (Дортмунд): 2019
- Володар Ліги Європи УЄФА (1):

«Вільярреал»: 2020-21
- Володар Кубка Президента ОАЕ (2):

«Шарджа»:  2021–22, 2022–23
- Володар Суперкубка ОАЕ (1):

«Шарджа»:  2022
Збірні
- Чемпіон Європи (U-19): 2011, 2012
- Найкращий бомбардир Чемпіонату Європи (U-17): 2010